# PKP-Baureihe Lyd1
Die Baureihe Lyd1 der Polnischen Staatsbahnen (PKP) ist eine Baureihe von Schmalspur-Diesellokomotiven für die Spurweiten 750 und 785 mm. Weitere Lokomotiven wurden unter den Herstellerbezeichnungen Wls150 bzw. Wls180 an Industriebahnen geliefert.

## Wls150
Für Industriebahnen wurde ab 1960 bei Fablok in Chrzanów unter der Typenbezeichnung Wls150 dreiachsige Schmalspurdiesellokomotiven gebaut. Ab 1966 wurde die Wls150 auch an die PKP geliefert. Dort erhielten sie die Nummern 201 bis 227 (750 mm) und 305 bis 310 (785 mm) und die Bauartbezeichnung „Lyd1“. Obwohl dies eigentlich keine Baureihenbezeichnung ist, sondern nur eine Verschlüsselung von Merkmalen, handelt es sich faktisch um eine einzige Baureihe, da es bei den PKP keine anderen Fahrzeuge mit dieser Merkmalkombination gibt.
Die einzelnen Buchstaben der Bezeichnung „Lyd1“ stehen für
- L: Diesellokomotive
- y: drei Achsen
- d: Hochdruckverbrennungsmotor
- 1: mechanische Kraftübertragung

Ebenfalls 1966 wurde der Bau der Lokomotiven für Industriebahnen auf die Spurweite 900 mm ausgedehnt. Insgesamt wurden bis 1969 144 Wls150 gebaut, davon 33 für die PKP.

## Wls180
Ab 1969 wurde bei Zastal in Zielona Góra eine äußerlich gleiche Variante mit stärkerem Motor gebaut. Diese Bauart wurde entsprechend der erhöhten Leistung als „Wls180“ bezeichnet, die Herstellerbezeichnung war „803D“. Insgesamt wurden bis 1972 47 Stück gebaut, davon 6 für die PKP (Nummern 251 bis 256). Dort erhielten sie ebenfalls die Bauartbezeichnung „Lyd1“. Die Wls180 wurde nur für die Spurweiten 750 mm und 785 mm gebaut.

## Einsatz bei den PKP
Die Lyd1 kamen bei vielen 750-mm-Bahnen der PKP zum Einsatz. Sie dienten als Rangierlok sowie für leichte Güter- und Personenzüge. Die Einsätze im Personenverkehr nahmen nach Verfügbarkeit der Baureihe MBxd2 ab, endeten bei der Ełcka Kolej Dojazdowa und der Krotoszyńska Kolej Dojazdowa jedoch erst Ende der 1990er Jahre.